# Rozparzanie
Rozparzanie – proces silnego ogrzewania surowca, najczęściej parą wodną pod zwiększonym ciśnieniem, prowadzący do przeprowadzenia go w stan półpłynny. Upłynnienie może być następstwem skleikowania skrobi lub hydrolizy protopektyn. Stosowane najczęściej w gorzelnictwie i w przemyśle owocowo-warzywnym przy produkcji przecierów, gdzie ma na celu inaktywację enzymów, w tym oksydaz, co zapobiega niepożądanemu ciemnieniu przecierów.